# Johannes von Hieber
Johannes Hieber depuis 1910 von Hieber (né le 25 juin 1862 à Waldhausen et mort le 7 novembre 1951 à Uhingen) est un homme politique libéral et président de la République de l'État populaire libre de Wurtemberg.

## Biographie
Johannes Hieber étudie la philosophie et la théologie protestante à l'abbaye évangélique de Tübingen de 1880 à 1885 et obtient son doctorat de l'Université de Tübingen en 1885. En 1880, il devient membre de l'association Normannia zu Tübingen (de). Après avoir travaillé comme vicaire dans différents endroits et un voyage d'étude en Allemagne du Nord, il travaille comme pasteur protestant à Tuttlingen de 1890 à 1892. En 1892, il devient professeur d'éducation religieuse et de philosophie au lycée Charles de Stuttgart (de), où il enseigne également l'hébreu jusqu'en 1910. En 1910, il devient directeur de la Königlich Württembergischen Evangelischen Oberschulamts.

## Politique
Johannes Hieber est membre du parti allemand à partir de 1895. De 1898 à 1910, il est député du Reichstag où il représente la 2e circonscription de Wurtemberg (Cannstatt (de), Louisbourg (de), Marbach (de), Waiblingen (de)). En raison de sa nomination au poste de directeur du gouvernement, il doit démissionner en 1910. De 1900 à 1910 et de nouveau de 1912 à 1932, il est également membre de la chambre des députés de Wurtemberg. Hieber est plus susceptible d'appartenir au spectre gauche des libéraux nationaux. En tant que député du Reichstag, il entretient une relation de confiance avec Ernst Bassermann . Hieber est un monarchiste et convaincu que la guerre de 1914 a été imposée à l'Empire allemand par ses ennemis. C'est pourquoi il soutient sans réserve l'effort de guerre allemand jusqu'à la défaite de l'automne 1918. Probablement par profonde déception face à la confiance détruite dans le commandement suprême de l'armée et dans l'empereur Guillaume II, il devient membre fondateur du DDP libéral de gauche en 1919, dont l'association régionale du Wurtemberg s'inscrit dans la tradition du Parti populaire démocratique. Dans le dernier gouvernement du roi de Wurtemberg Guillaume II et dans le cabinet du premier président Wilhelm Blos formé en 1919, Hieber reprend son poste ministériel.
De 1920 à 1924, en tant que successeur du social-démocrate Blos, Hieber est le deuxième  président de la République de Wurtemberg et chef d'un gouvernement composé de membres du Zentrum et du Parti démocratique de Hieber. Hieber gouverne avec une faible majorité dans des temps particulièrement turbulents et difficiles (période d'après-guerre, conséquences du traité de Versailles, réparations, difficultés économiques, critique de la démocratie de Weimar et de la démocratie en général, putsch et assassinats politiques, inflation). Le gouvernement Hieber échoue au printemps 1924 parce que le Landtag de Wurtemberg n'approuve pas la proposition de réforme administrative globale. Seule l'abolition des quatre districts supérieurs aux bureaux supérieurs passe, mais pas la réduction drastique prévue du nombre des bureaux supérieurs eux-mêmes. Le 8 avril 1924, Edmund Rau succède à Hieber à la présidence de façon provisoire, jusqu'à l'élection d'un successeur après les élections nationales du 4 mai 1924.
Johannes von Hieber laisse une trace durable dans l'histoire politique du Wurtemberg au moins en achetant la villa Reitzenstein (de) près de Stuttgart à Helene von Reitzenstein (de) pour l'État en 1922; la Villa Reitzenstein est aujourd'hui le siège du ministère d'État et du ministre-président du Bade-Wurtemberg.

## Famille
Hieber est le fils unique de Margarethe Hieber née Kellenbenz (1823–1888) et Johannes Hieber (1802–1886), qui est agriculteur et conseiller de paroisse protestante à Waldhausen. Hieber épouse Mathilde Auguste Schmid (1871–1946) en 1890, avec qui il a trois fils et trois filles. Deux de ses fils sont morts sur le front occidental pendant la Première Guerre mondiale, le troisième fils, Walter Hieber (1895–1976), a enseigné la chimie inorganique au TH Munich .
Johannes von Hieber est enterré dans le cimetière de la forêt de Stuttgart-Degerloch .

## Honneurs
- 1910 Commandeur de l'Ordre de la Couronne du Wurtemberg, auquel le titre personnel de noblesse (anoblissement) est associé
- 1912 citoyen d'honneur de la ville de Welzheim
- 1922 Doctorat honoris causa de l'Université agricole de Hohenheim
- 1922 citoyen d'honneur de sa commune d'origine Waldhausen
- 1924 Sénateur honoraire de l'Université de Tübingen
- 1927 Doctorat honoris causa de la faculté de droit de l'Université de Tübingen
- L'école primaire et secondaire d'Uhingen porte son nom.